# Paradoja del hedonismo
La paradoja del hedonismo es un concepto filosófico y psicológico que sostiene que la búsqueda deliberada del placer o la felicidad suele conducir al efecto opuesto: la insatisfacción. Esta idea ha sido abordada por pensadores desde la antigüedad hasta la actualidad, y ha sido confirmada por estudios modernos que muestran que la obsesión con alcanzar estados de felicidad puede ser contraproducente.

## Fundamentos filosóficos
La paradoja del hedonismo ha sido explorada por filósofos como Henry Sidgwick, John Stuart Mill y Viktor Frankl. Sidgwick afirmaba que el placer solo puede alcanzarse de manera racional si no se lo persigue directamente. Mill sostenía que quienes persiguen fines ajenos a su propia felicidad son quienes acaban siendo más felices. Por su parte, Frankl postuló que la felicidad surge como consecuencia de entregarse a una causa significativa o a otra persona. Otras figuras como Nietzsche y Alfred Adler vincularon esta paradoja al sentimiento de poder, mientras que Aristóteles la entendía como subproducto de la acción virtuosa. Desde la psicología moderna, también se reconoce que equiparar felicidad con placer puede generar frustración, al ser este último transitorio y dependiente del contexto. Autores como David Pearce han sugerido incluso recurrir a la biotecnología para superar estas limitaciones humanas.[cita requerida]

## Estudios empíricos y contexto cultural
Un estudio realizado en 1999 mostró que el 83 % de las personas que anticipaban una gran celebración de Año Nuevo terminaron decepcionadas. Este fenómeno refleja cómo altas expectativas y la búsqueda intencionada de experiencias placenteras pueden generar insatisfacción. La investigación apoya la paradoja del hedonismo, señalando que concentrarse en ser feliz provoca frustración, sobre todo en culturas individualistas como la estadounidense, donde se valora el bienestar personal sobre el colectivo. En cambio, en sociedades colectivistas como las de Asia oriental, donde la felicidad se vincula al bienestar familiar y social, esta paradoja no se manifiesta con la misma intensidad. También se ha observado que reprimir emociones negativas puede intensificarlas, por lo que se recomienda cultivar relaciones sociales, participar en actividades significativas y asegurar condiciones estructurales de bienestar como estrategias más efectivas para alcanzar la felicidad.

## Aplicaciones prácticas y ejemplos cotidianos
Se sostiene que cuanto más se busca el placer de forma deliberada, menos probable es alcanzarlo. Este principio se refleja en conductas cotidianas como la tendencia a centrarse en gratificaciones inmediatas —por ejemplo, ver televisión en exceso o consumir comida ultraprocesada— que, aunque placenteras a corto plazo, pueden tener consecuencias negativas como deterioro de la salud, aislamiento social o vacío emocional. Por el contrario, las personas que dedican su tiempo y energía a metas significativas, relaciones profundas o compromisos trascendentes suelen experimentar un bienestar más duradero y satisfactorio. Esta visión coincide con la de Viktor Frankl, quien sostenía que el placer y la felicidad no deben ser fines en sí mismos, sino que emergen como efectos secundarios de una vida con sentido. La paradoja del hedonismo demuestra que la búsqueda obsesiva del placer puede resultar frustrante, mientras que una existencia centrada en valores conduce más fácilmente a una satisfacción genuina.

## Perspectivas educativas y éticas
Desde la filosofía moral y la psicología, se ha relacionado esta paradoja con el egoísmo psicológico, que postula que todas las acciones humanas buscan el placer personal. Algunos autores critican esta visión, argumentando que cuando el placer se vuelve el fin último, se convierte en un obstáculo. Al buscarlo directamente, se escapa. Por el contrario, si las personas se entregan a una causa externa —ya sea artística, religiosa, social o personal— pueden experimentar placer como efecto colateral. Esta dinámica también se aplica en la educación, donde el aprendizaje orientado por metas significativas, y no por recompensas inmediatas, resulta en una satisfacción más profunda.

## Contexto de la historia del hedonismo
El hedonismo es una doctrina filosófica que afirma que el placer es el único bien verdadero. Se divide en hedonismo psicológico, que afirma que las personas buscan naturalmente el placer, y hedonismo ético, que sostiene que moralmente debemos procurar maximizarlo. A lo largo de la historia, el hedonismo ha tenido diversas expresiones, desde el cirenaísmo que promovía el placer inmediato, hasta el epicureísmo que proponía una vida equilibrada. Durante la Edad Media fue rechazado por el cristianismo, pero recuperado por ciertos pensadores renacentistas. En la actualidad, formas como el hedonismo cristiano o el libertinaje proponen distintas maneras de conciliar placer, moral y libertad. La paradoja del hedonismo, sin embargo, matiza estas posturas al advertir que el placer buscado directamente no suele alcanzarse, y que su consecución requiere una vida orientada a propósitos más profundos.

## Paradojas afines y pensamiento crítico
La paradoja del hedonismo se encuentra entre una serie de paradojas que desafían nuestras intuiciones sobre el mundo. Entre éstas se encuentran la paradoja de la pérdida de información en agujeros negros, la paradoja de Monty Hall y la paradoja de la tolerancia. Estas ideas ilustran cómo los intentos racionales por controlar fenómenos complejos —como el placer, la probabilidad o la convivencia— a menudo producen efectos contrarios a los esperados. En el caso del hedonismo, esta paradoja nos obliga a reconsiderar el modo en que abordamos la felicidad, instándonos a priorizar el significado por encima de la gratificación inmediata.